# St. Johannis (Neukirchen)

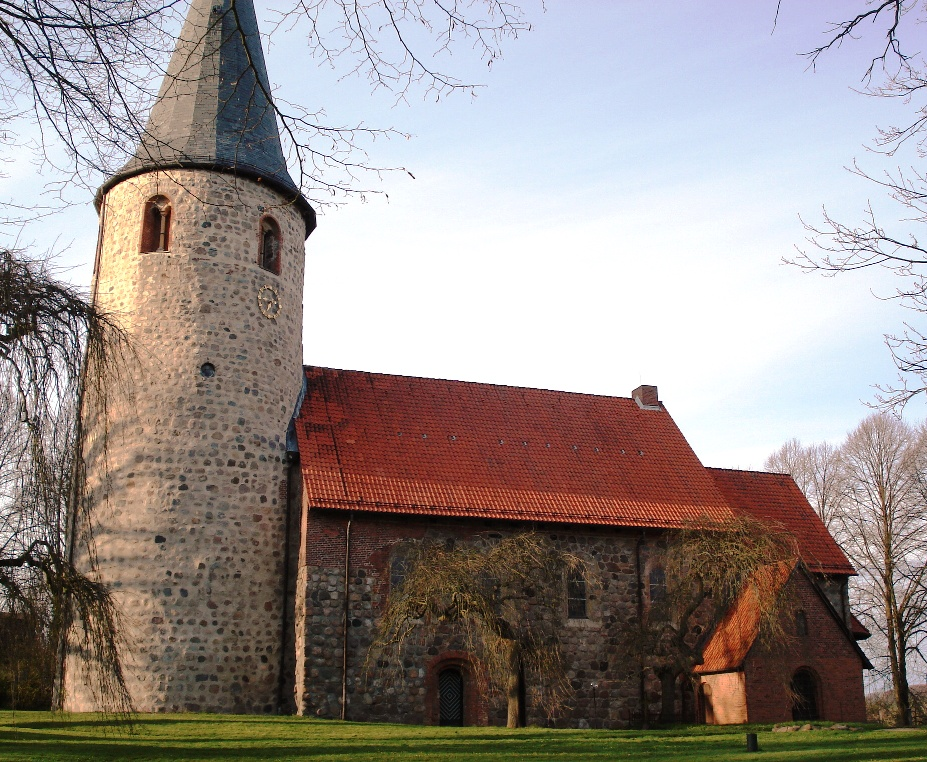
Die Kirche St. Johannis in Neukirchen

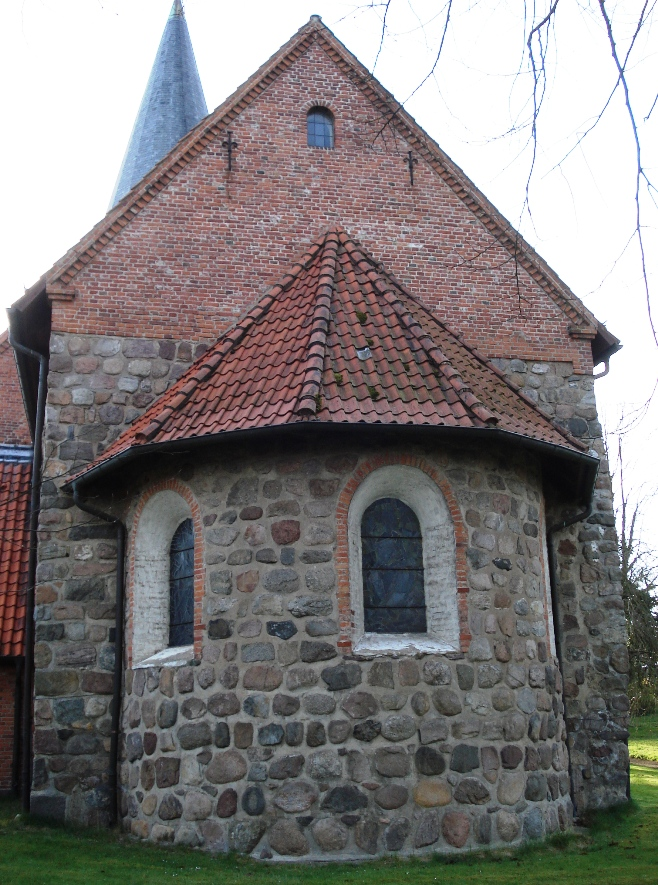
Die Apsis der Kirche

Die St.-Johannis-Kirche in Neukirchen (auch „Feldsteinkirche Neukirchen“/„Vicelinkirche Neukirchen“) in Neukirchen, Ortsteil der Gemeinde Malente im Kreis Ostholstein in Schleswig-Holstein, ist eine der ostholsteinischen Feldsteinkirchen/Rundturmkirchen aus dem 12. Jahrhundert.

## Geschichte
Die Ursprünge der Kirche stehen in Zusammenhang mit Adolf II. von Schauenburg und Holstein, der in der Grenzregion zum wendischen Siedlungsgebiet sächsische Bauern ansiedeln ließ. Chorherr Volchart (1090–1154) aus Flandern entwarf den Bauplan der Kirche. Der Bau der Kirche wurde im 12. Jahrhundert begonnen, wahrscheinlich kurz nach der Eroberung Wagriens 1138/39 durch die sächsischen Holsten. Sie wurde Johannes dem Täufer geweiht.
Die Gemeinde schaffte im 15. Jahrhundert eine Glocke an. Eine Orgel wurde im Jahr 1553 eingebaut. Während des Dreißigjährigen Krieges wurde die hölzerne Kanzel geschaffen.
In den Jahren 1956 bis 1958 sowie erneut 1995 wurde der Turm und von 2011 bis 2012 das Kirchenschiff außen und innen umfangreich restauriert. Die historische Glocke wurde im Jahr 2008 nach einem Absturz, den sie unbeschadet überstand, an einem neu gefertigten hölzernen Glockenstuhl aufgehängt.

## Architektur
Die geostete Kirche im romanischen Stil besteht aus mehreren Baukörpern. Die einschiffige Saalkirche mit eingezogenem Chor wird im Osten von einer kleinen, halbrunden Apsis abgeschlossen. Ein 40 Meter hoher Rundturm im Westen diente als Wehrturm. Ähnliche als „Vicelinkirchen“ bezeichnete Kirchen sind die Petrikirche in Bosau, St.-Laurentius-Kirche in Süsel und die Vicelinkirche in Ratekau. Die Kirche wurde überwiegend aus Feldsteinen errichtet und hat ein mit Dachziegeln gedecktes Satteldach. Die östlichen Giebeldreiecke von Langhaus und Chors sind mit Backsteinen aufgeführt.
Das Schiff wird an den Langseitendurch durch je vier kleine, hochsitzende Rundbogenfenster belichtet. An der Westseite sind zwei Oculi angebracht. Der Chor hat an der Nord- und Südseite je ein rundbogiges und die eingezogene Apsis insgesamt drei rundbogige Fenster. Das Schiff wird an der Südseite durch ein zweifach abgestuftes Portal mit Segmentbogen aus Backstein erschlossen.
Der sehr gut erhaltene Turmkapelle im Erdgeschoss ist nur durch das Schiff zugänglich. Sie ist mit einem Kreuzrippengewölbe überwölbt und hat an drei Seiten große Nischen unter Korbbögen, die auf Eckdiensten ruhen. An der Westseite ist eine rundbogige Nische mit einem kleinen Rundfenster eingebrochen. Der Turm wird von einem Kegeldach bekrönt. Unterhalb der Traufe befindet sich das Glockengeschoss, das fünf gekuppelte rundbogige Öffnungen aufweist. Der Turm beherbergt eine Dreiergeläut, das im Gloria-Motiv erklingt. Nachdem im Zweiten Weltkrieg eine Glocke eingeschmolzen worden war, schaffte die Gemeinde sich nach dem Krieg zwei neue an. Die dritte Glocke mit einem Gewicht  von 1,3 Tonnen datiert aus dem 15. Jahrhundert und blieb erhalten.

## Ausstattung

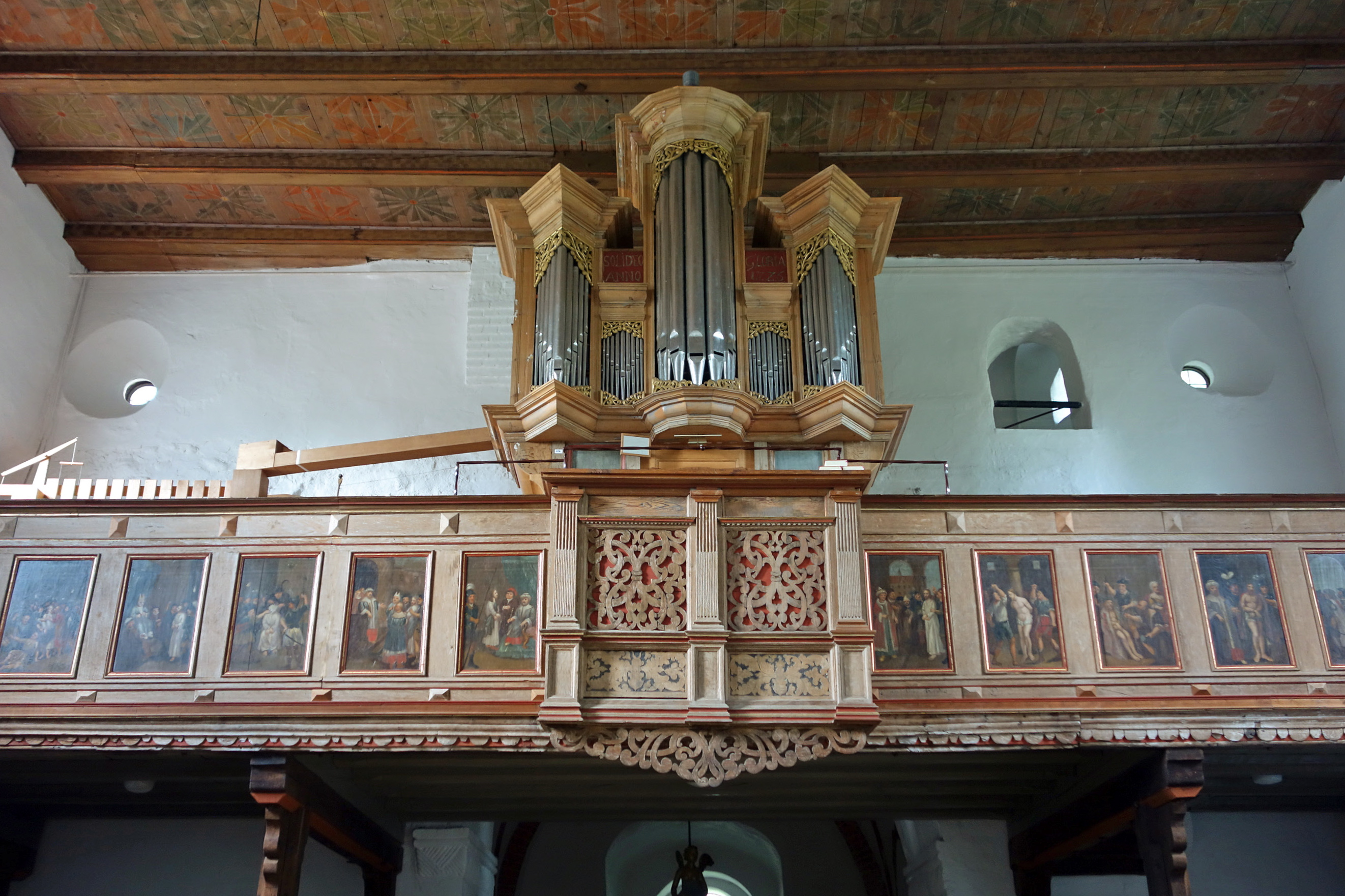
Orgelempore

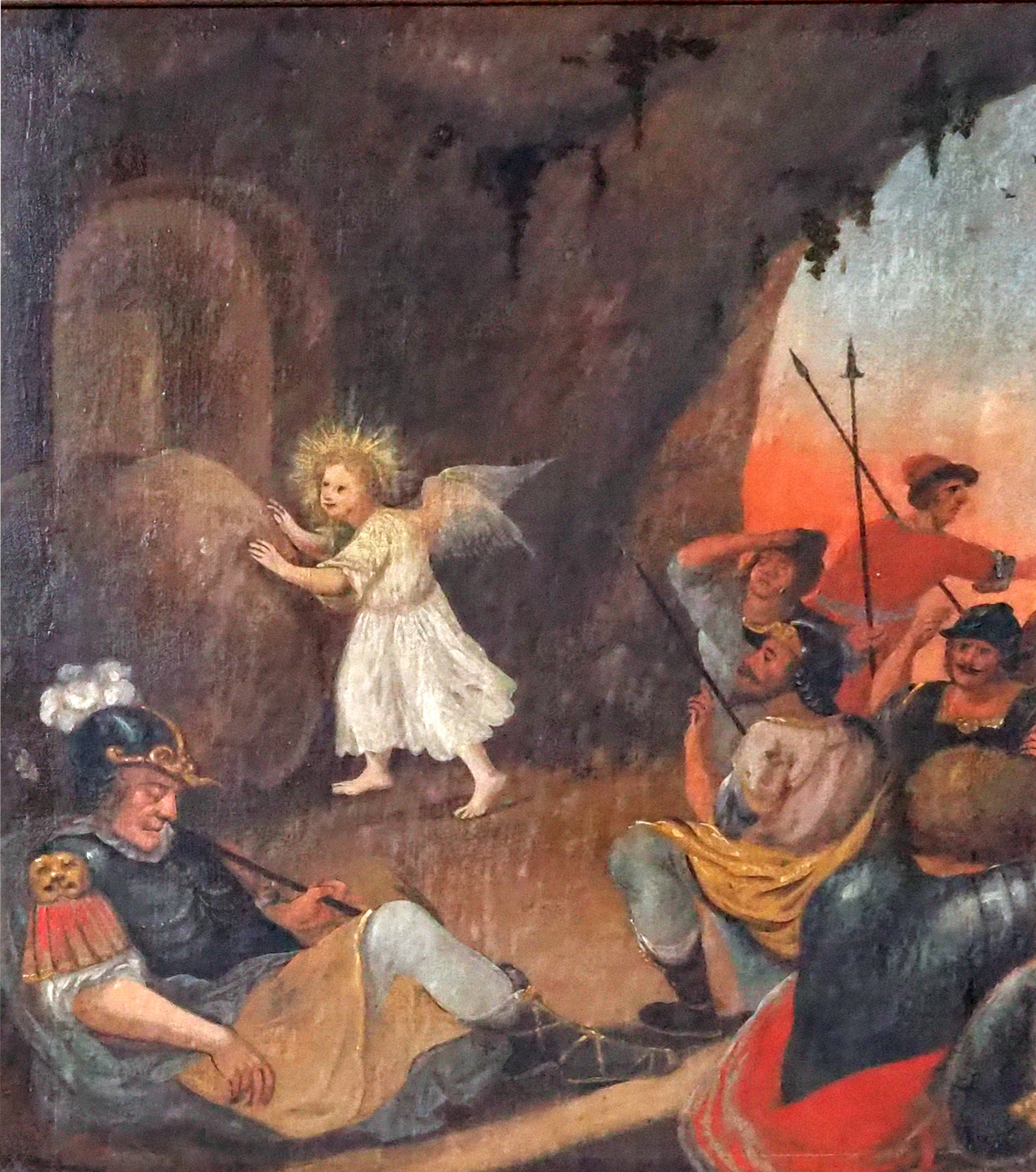
Emporenmalerei

Der flachgedeckte  Innenraum wird von einer Balkendecke abgeschlossen, die ornamental bemalt ist. An den Wänden finden sich alte Malereien, an der südlichen Langwand ist eine Heiligenfigur aus dem 16. Jahrhundert dargestellt. Der Fußboden ist mit gelben Steinen belegt, unterhalb des schlichten Kirchengestühls, das einen Mittelgang freilässt, ist der Fußboden aus Holz gefertigt.
Ältester Einrichtungsgegenstand ist der romanische Taufstein aus Granit in Pokalform. Seit der Kirchenrenovierung 2012 steht er in der Südostecke des Schiffs. Zuvor fand er in der Turmkapelle seinen Platz, wo der Taufengel nach der Renovierung verblieb.
Auf der anderen Seite des Chorbogens ist die polygonale, holzsichtige Kanzel angebracht. Sie zeigt in den Kanzelfeldern zwischen ionischen Ecksäulen geschnitzte Figuren unter einem Rundbogen. Die profilierten Gesimskränze haben vergoldete, plattdeutsche Inschriften auf rotem Hintergrund. Die Kanzel wurde im Jahr 1626 von Neukirchener Einwohnern geschaffen.
Im Chorbogen, der zwei auskragende Kämpfersteine aufweist, hängt ein gotisches Triumphkreuz mit überlebensgroßem Korpus aus dem 14. Jahrhundert.
An der hölzernen Orgelempore befinden sich 16 Bildtafeln mit Emporenmalerei. 15 davon zeigen Szenen aus der Passionsgeschichte Christi, wobei ein besonderes Gewicht auf Pontius Pilatus gelegt wird, der auf vier Tafeln dargestellt wird.  Unter einigen Bildern sind Reste von Unterschriften zu erkennen.
An der Nord- und der Südwand des Kirchenschiffes hängen 16 auf Leinwand gemalte Bilder, die Szenen aus dem Leben Jesu und der Apostelgeschichte zeigen.
In beiden Zyklen wurden einige Bilder nach der Vorlage der Merianbibel gemalt.

### Orgel
Die Orgel datiert von 1726 und wird Hinrich Wiese zugeschrieben. Der Prospekt ist fünfachsig und wird unten und oben durch reich profilierte Kranzgesimse abgeschlossen. Der polygonale Mittelturm ist überhöht und wird außen von zwei Spitztürmen flankiert. Dazwischen vermitteln zwei niedrige Flachfelder. In den Jahren 1968 bis 1971 restaurierte Eberhard Tolle das Instrument. Johannes Rohlf führte das Instrument 1993 auf den ursprünglichen Zustand zurück. 2020 erfolgte durch Reinalt Johannes Klein eine Sanierung des Pfeifenwerks, Nachintonation der Orgel und Neueinstimmung auf die mitteltönige Stimmung. Die Orgel verfügt über 15 Register, die auf ein Manual und ein Pedal verteilt sind. Ungewöhnlich für eine kleine Orgel ist die Verwendung von vier Zungenstimmen und das reich disponierte Pedalwerk. Die Disposition lautet wie folgt:
| I Manual CDEFGA–c3 |                 |       |
| 1.                 | Prinzipal       | 8′    |
| 2.                 | Gedackt         | 8′    |
| 3.                 | Octava          | 4′    |
| 4.                 | Quinta          | 2 ⁄3′ |
| 5.                 | Octava          | 2′    |
| 6.                 | Sexquialtera II |       |
| 7.                 | Mixtur IV       |       |
| 8.                 | Trompaet        | 8′    |
| 9.                 | Trompaet        | 4′    |

| Pedal CDE–d1 |           |     |
| 1.           | Untersatz | 8′  |
| 2.           | Octava    | 8′  |
| 3.           | Octava    | 4′  |
| 4.           | Mixtur IV |     |
| 5.           | Posaun    | 16′ |
| 6.           | Trompaet  | 8′  |

- Koppeln: I/P
- Tremulant, Zimbel Stern, Nachtigall, Kalkantenglöckchen, Rühr mich nicht an